# Saint-Martin-le-Gaillard
Saint-Martin-le-Gaillard ist eine französische Gemeinde mit 293 Einwohnern (Stand: 1. Januar 2022) im Département Seine-Maritime in der Region Normandie. Sie gehört zum Arrondissement Dieppe und zum Kanton  Eu.

## Geographie
Saint-Martin-le-Gaillard liegt etwa 21 Kilometer ostnordöstlich von Dieppe am Yères. Umgeben wird Saint-Martin-le-Gaillard von den Nachbargemeinden Criel-sur-Mer im Norden und Nordwesten, Saint-Rémy-Boscrocourt im Norden und Nordosten, Baromesnil im Osten, Cuverville-sur-Yères im Osten und Südosten, Bailly-en-Rivière im Süden, Petit-Caux im Südwesten, Auquemesnil im Westen und Südwesten, Canehan im Westen sowie Touffreville-sur-Eu im Westen und Nordwesten.

## Bevölkerungsentwicklung
| Jahr                      | 1962 | 1968 | 1975 | 1982 | 1990 | 1999 | 2006 | 2013 |
| Einwohner                 | 314  | 285  | 253  | 270  | 279  | 315  | 326  | 294  |
| Quelle: Cassini und INSEE |      |      |      |      |      |      |      |      |

## Sehenswürdigkeiten

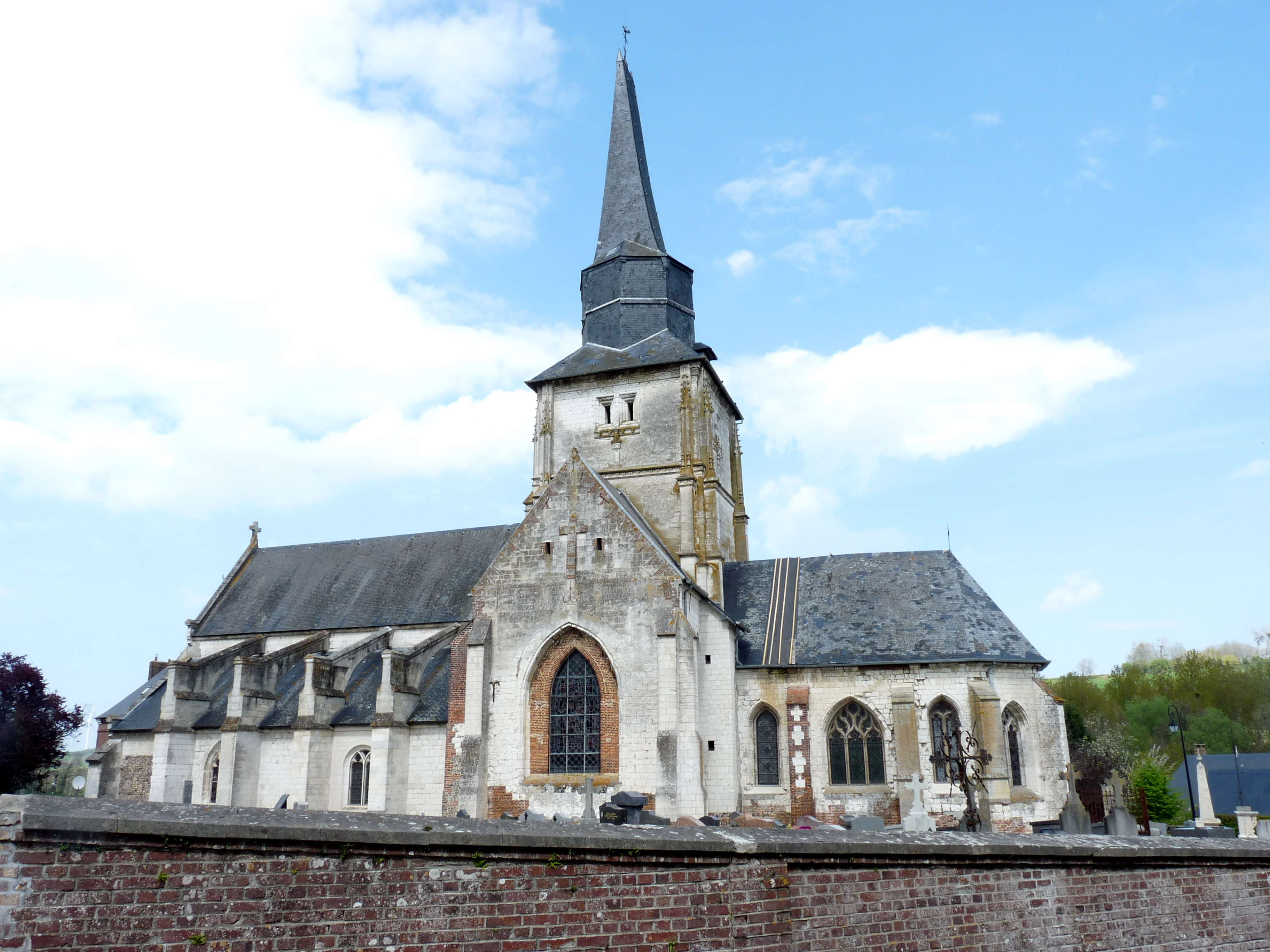
Kirche Notre-Dame

- Kirche Notre-Dame aus dem 13. Jahrhundert
- Kirche Saint-Sulpice aus dem 16. Jahrhundert
- frühere Kirche Saint-Ouen in Auberville aus dem 17. Jahrhundert
- Burgruine

## Persönlichkeiten
- Marcel Delépine (1871–1965), Chemiker und Pharmakologe